# حادث قطار كونيرو
حادث قطار كونيرو هو حادث قطار نتج عن خروجه من السكة في 21 يناير 2017، إذ كان متوجها من جندلبور إلى بوبانسوار وقد وقع الحادث بالقرب من قرية كونيرو في أندرا براديش في الهند، وأدى الحادث لمصرع 41 شخص وإصابة 68 شخص آخر بجروح، بينما كان يحمل حوالي 600 مسافر.